# TMNT (2007)
TMNT, ou Teenage Mutant Ninja Turtles (bra: As Tartarugas Ninja - O Retorno; prt: Tartarugas Ninja - Uma Nova Aventura), é um filme americano de 2007 da franquia Teenage Mutant Ninja Turtles (Tartarugas Ninjas, no Brasil), distribuído nos EUA pela Warner Brothers e em outros países pela Weinstein Company.
O filme foi lançado em 22 de março de 2007 em Israel e na Rússia, em 23 de março de 2007 na Grã-Bretanha, Canadá e Estados Unidos. Foi o filme mais assistido no fim de semana de estreia nos Estados Unidos, rendendo 25,45 milhões de dólares.

## Sinopse
Leonardo (James Arnold Taylor) esteve fora em uma missão de treinamento especial, o que fez com que seus irmãos Michelangelo (Mikey Kelley), Donatello (Mitchell Whitfield) e Raphael (Nolan North) ficassem sem orientação. Quando estranhos eventos ocorrem em Nova York, contando com o envolvimento do milionário industrial Max Winters (Patrick Stewart), as Tartarugas Ninja, com a ajuda do mestre Splinter (Mako), mais uma vez se reúnem para proteger a cidade.

## Elenco
| Ator                     | Papel                  |
| ------------------------ | ---------------------- |
| James Arnold Taylor      | Leonardo               |
| Mitchell Whitfield       | Donatello              |
| Nolan North              | Raphael / Nightwatcher |
| Mikey Kelley             | Michelangelo           |
| Mako Iwamatsu            | Splinter               |
| Sarah Michelle Gellar    | April O'Neil           |
| Chris Evans              | Casey Jones            |
| Patrick Stewart          | Max Winters            |
| Zhang Ziyi               | Karai                  |
| Kevin Michael Richardson | General Aquila         |
| Paula Mattioli           | General Serpiente      |
| Fred Tatasciore          | General Gato           |
| Kevin Smith              | Diner Cook             |
| John DiMaggio            | Colonel Santino        |
| Laurence Fishburne       | Narrador               |